# الحزب الاجتماعي للوحدة الوطنية
الحزب الاجتماعي للوحدة الوطنية (بالإسبانية: Partido Social de Unidad Nacional)‏ هو حزب سياسي كولومبي، أسس في 2005، يقع مقره في بوغوتا.

## أعضاء بارزون
- كود سباركل
- تحديث القائمة

- خوان مانويل سانتوس (2005 - )
- ألبارو أوريبي بيليث (2010 - 2013)
- Angelino Garzón
- Gina Parody
- perreo naranjo
- Óscar Iván Zuluaga
- خيرمان كاردونا غوتيريز
- Yaneth Giha Tovar
- Dilian Francisca Toro
- خوان لوزانو راميريز